# Geländeskizze
Die Geländeskizze (von Gelände + ital.: schizzo) oder Landkartenskizze ist eine nicht maßstäbliche, von Hand ohne sonderliche Hilfsmittel, außer Transparentpapier, Papier, Bleistift, Zeichendreieck und Lineal gefertigte Skizze eines bestimmten Geländeabschnitts oder -ausschnitts nach Kartenausschnitt oder Geländeansicht, unter Verwendung üblicher Kartenelemente und Kartenzeichen.

## Anfertigung
Die Skizze kann sowohl in Betrachtung und Begehung des Geländes, ergänzt durch einfaches Abschreiten, durch Abzeichnen professionell erstellten Materials oder auch durch Reproduzieren aus dem Gedächtnis heraus erstellt werden.
Sie ist verwandt mit der Orientierungsskizze und der Marschskizze.
Hilfsmittel zur Erstellung einer Orientierungsskizze nach Karte kann eine Folienkopie des geometrischen Gitters des Meldeblocks sein, die über den Geländeausschnitt auf einer topographischen Karte gelegt wird und es ermöglicht diesen grobmaßstäblich abzuzeichnen. Gleiches Hilfsmittel ist das auf milchigem Transparentpapier gedrucktem Kartenskizzenpapier.